# Волощак Андрій Васильович
Андрі́й Васи́льович Волоща́к (31 серпня 1890, Мшанець нині Самбірський район Львівська область — 6 серпня 1973, Львів) — український комуністичний поет-радянофіл, член Комуністичної партії Радянського Союзу з 1951, громадський діяч. Учасник низки літературних об'єднань, зокрема радянофільського «Горно» (1920-30), СПУ (1940), прихильник радянської анексії Західної України і Червоної армії. Псевдоніми — Василь Бойко, Іван Кос, А. Туга.

## Життєпис

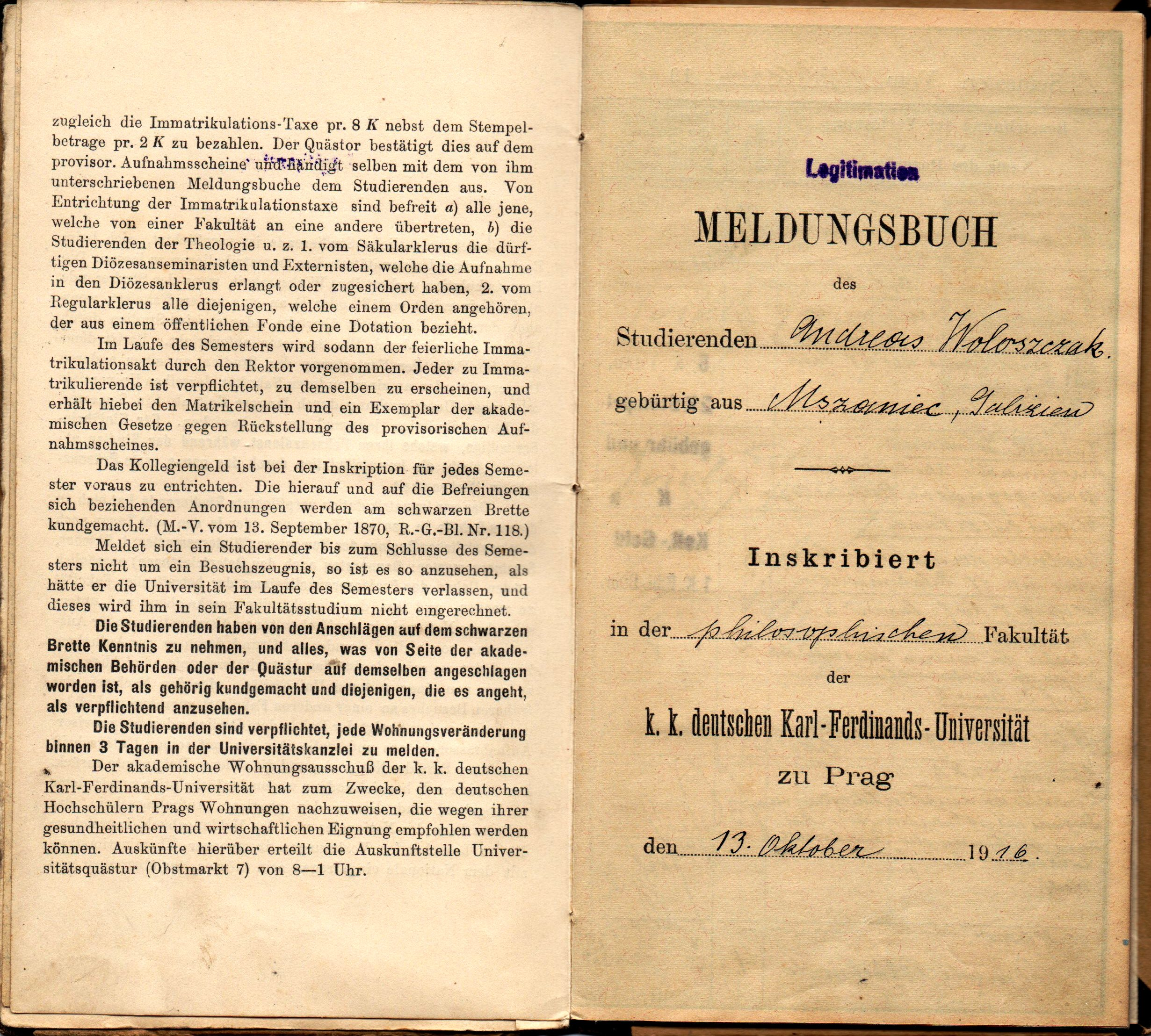
Квиток Андрія Волощака — студента Цісарсько-королівського німецького університету Карла Фердинанда у Празі.

Народився в родині малоземельного селянина. Усім шістьом дітям батько постарався дати якнайкращу освіту. 
Закінчивши сільську школу, Андрій вступив до гімназії в Перемишлі. Разом із колегами-гімназистами Антоном Жилою та Іваном Квасницею (після Першої світової війни був редактором соціал-демократичного часопису «Вперед» та журналу «Світ») він належав до гуртка «Молода Громада» і у 1910—1912 роках видавав таємний літературно-науковий часопис для молоді «Наші листки». Всього вийшло 13 чисел на 524 сторінках. Друкувався з 1911 у періодиці.
1912 року Андрій Волощак закінчив Перемиську гімназію і почав працювати помічником адвоката в тому ж місті.
Під час Першої світової війни був призваний до австрійського війська. Воював в українському підрозділі на східному фронті, в Галичині, де наприкінці літа 1914 року російські війська завдали поразки австро-угорським. 24 серпня 1914 року Волощак був поранений кулею в обличчя і втратив зір. Вже після поранення йому присвоїли військове звання хорунжого (за уточненими даними — капрала). Відтоді два роки перебував у Відні на стаціонарному лікуванні у шпиталі для поранених військовиків. Цей період життя задокументував 27 червня 1915 року журналіст, побувавши у цьому лікарняному закладі:

|  | «При столї сидїв молодий жовнїр з пером у руцї. З трудом, очивидною натугою писав він щось на папери, а сльози раз-по-раз капали наче каплї дощу на папір. Було тихо… Чути було лише шелест пера і падаючих слїз на папір. Управитель Мель поясняє менї, що се молодий український поет, колишній студент прав, Андрій Волощак. Пише також по нїмецьки. Коли ми вийшли з сьвітлицї, управитель прочитав менї кілька лїричних поезий сего молодого нещасливого українського поета. Б'є з них страшна розпука і біль. Якась гробова безнадїйність. З початку хотїв він застрілити ся, але потім збудила ся у нього якась страшна жадоба писати. Він хоч ослїп від пострілу в лице, скоро привчив ся писати і пише від раннього ранка до пізного вечера. Найшов цїль у житю. Буде своєю піснею осолоджувати тяжкі днї своїм братам… Управитель Мель стверджує, що суспільність дуже жертволюбива для ослїплених. Кождий складає для них жертви, кілько і що лише може. […] Ольга Кобилянська писала: “Вартівник чи слуга, що його супроводжує, каже тихцем: “Он там сидить молодий український поет і пише поєзії. Зразу, переконавшись, що утратив зір навіки, він хотів собі життє відібрати — його розпука не знала межі ... але ... далі ... далі він успокоївся й помирився з тим, що вже ніколи світа не побачить. Тепер пише” Богато лучає ся тепер таких траґедий, а одна них захопила і Андрія Волощака, про якого згадує кореспондент у свойому дописї. Деякі з поезий Волощака друкували ся у віденськім «Дїлї». Дійсно, з них віє розпукою і болем, якоюсь гробовою безнадїйністю. Я подаю (висше на стор. 89 і 91 – 94) кілька фотоґрафій з сього шпиталю, між ними і Волощака. Заряд шпиталю подбав для нього о машину до писаня, на якій він може без надто великого труду писати. Се вже також страшне Memento війни! Але наші жовнїри мають також веселі хвилї у шпиталях, коли бодай трохи можуть забути на свої журби. Такими хвилями бувають концерти, які устроює ся по шпиталях, або сьвяточні відзначеня ранених жовнїрів. Для Українцїв концерти устроює музичний кружок товариства українських студентів «Сїч» при підмозї Жіночого Комітету. Дотепер відбуло ся сїм концертів, по ріжних віденських шпиталях. Без сумнїву, такі концерти богато причиняють ся до обзнакомленя шпитальної услуги з нашим народом, а рівночасно підносять наших жовнїрів на дусї і дїлають на них осьвідомляючо». |

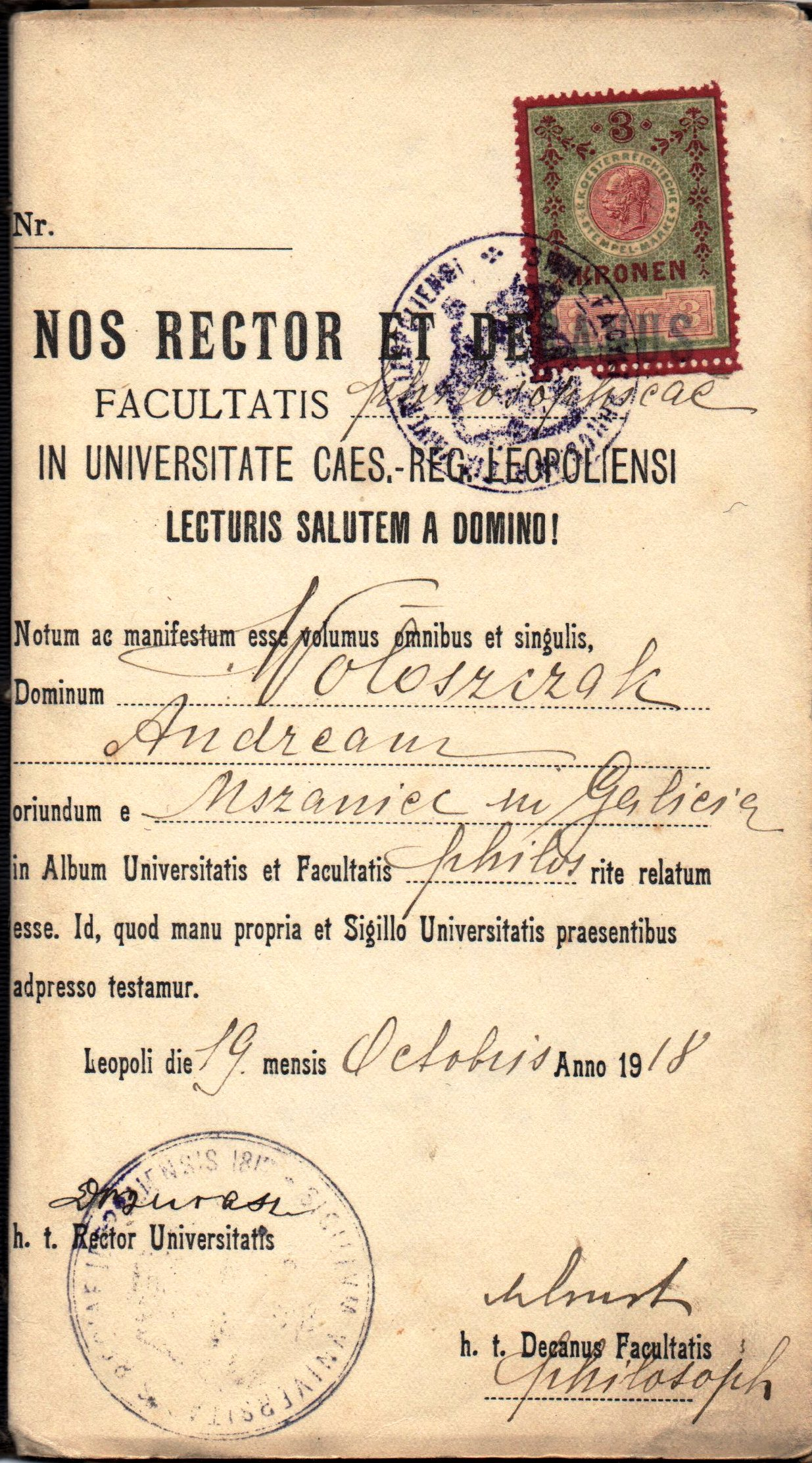
Квиток Андрія Волощака — студента Львівського цісарсько-королівського університету.

13 жовтня 1916 року Андрій Волощак, переїхав до Праги, записався на філософський факультет Цісарсько-королівського німецького університету Карла Фердинанда у Празі, де вивчав слов'янську філологію. Щоб бути ближче до родини, 19 жовтня 1918 року став студентом того ж таки факультету Львівського цісарсько-королівського університету. Весь цей час лікується. 
1920 року у львівському шпиталі знайомиться з Ізидорою Ваньо (1897 — 1976). Вона добре знала італійську, польську, німецьку й французьку мови. Крім того, на професійному рівні володіла мовою есперанто. 1912 року Ізидора в числі чотирьох львів'ян взяла участь у роботі Другого всесвітнього конгресу есперантистів у Кракові. У 1914-18 роках вона працювала друкаркою в Управі Січових стрільців, що у приміщенні «Сільського господаря» (нині вулиця Мирослава Скорика). Разом з Феофанією Чучман та професором Миколаєвичем вона поїхала до Кам'янця Подільського, куди відступив уряд ЗУНР, і працювала в цьому уряді. Зрештою на короткий час потрапила до польської тюрми, звідки вийшла на волю тільки тому, що хтось був знайомий із її вже покійним на той час батьком Ізидором.

Андрій Волощак за роботою. Віденський шпиталь, 1915 рік.

У листопаді 1924 року Андрій та Ізидора одружилися і, оскільки її мама була проти цього шлюбу, кілька місяців мешкали у львівському готелі «Народний», а відтак оселилися в будинку № 22 на вулиці Війтівській (нині вул. Героїв Маріуполя). Жили на інвалідську пенсію, яку Андрій Волощак одержував від австрійського уряду аж до вересня 1939 року. У них було четверо дітей: Ігор, Ярослав, Мирослава і Зоряна. Подружжя відзначалося в літературному та громадському житті Галичини.
Працював у громадських організаціях Західної України «Ліга оборони прав людини», «Народний фронт».
Був членом антиалкогольного товариства «Відродження» Ольги Дучимінської (1883 — 1988).
З початку 1920-х років Андрій Волощак брав активну участь у діяльності літературному об'єднанні «Митуса». У 20-30-і рр. належав до літературної радянофільської організації «Горно», яке працювало під егідою Комуністичного інтернаціоналу — міжнародної організації комуністичних партій, що керувалась Кремлем і знаходилась під повним контролем Іноземного Відділу НКВС (розвідка, спецоперації).
Органом літературної організації «Горно» був журнал «Вікна», який підготував скликання в травні 1929 р. першої наради марксистських пролетарських письменників Західної України. В декларації цієї наради було сказано: «Стоїмо на ґрунті пролетарської ідеології, обоснованої Марксом і великими практиками сучасного послідовного марксівського пролетарського руху».
У 1930-х роках він належав до групи радянофілів. Брав активну участь у революційному русі на Західній Україні. Ідеї комунізму поширював серед мшанецької молоді та серед учнів Перемиської гімназії, де викладав і де навчалися хлопці з довколишніх сіл. Завдяки його авторитетові у Мшанці було створено сильну комуністичну організацію.
14 грудня 1934 року написав вірш «Я вірю», у якому висловив свій гнів від почутого, що десь вмирає з голоду людина, але в той же час у «панів, мов свято, кожна днина / і їх столи від вин і страв зігнуті». Особливої уваги вартує факт написання цього твору через рік після штучного Голодомору 1932-33 рр. Наразі невідомо жодного твору Андрія Волощака, у якому він би засудив організований комуністичним керівництвом СРСР Голодомор, внаслідок якого від голоду загинули мільйони українців. 
Його перша збірка "У тьмі горю" (Л., 1934) пройнята революційними (комуністичними) мотивами. У 1939 році радісно вітав окупаційні радянські війська, які внаслідок пакту Молотова-Рібентропа спільно з нацистами розділили між собою Польщу, внаслідок чого Галичина відійшла до Радянського Союзу. Окупацію та подальші репресії комуністичного режиму проти української інтелігенції відомі під назвою «Золотого вересня» називав «визволенням» та присвятив цьому вірш «В День визволення» (жовтень 1939):
Та ось піднялась хвиля

Могутня з-за Збруча.

Червоний стяг замаяв

З портретом Ілліча.

[...]

Бо Армія Червона,

Мов повінь, бурно йде...

Закута в сталь колона

По всіх шляхах гуде.

[...]

О, земле пребагата!

Від нині вільна ти!

Під нашими руками

Рости тобі й цвісти!
Також він повністю схвалював збройну боротьбу та знищення комуністами цілих українських родин за класовою ознакою — шляхетського походження (вірш «Стою над Чорним морем», 1954 р., вірш «Мій рідний Львів», 1956 р.).
Розквіту життя на західноукраїнських землях у радянський час, становленню нової свідомості, соціалістичних взаємин між людьми присвячено збірки «Поезії» (К., 1941), «Серцем бачу» (Л., 1947), «Рідний край» (К., 1949), «Спів Карпат» (К., 1952), «Все тобі, Вітчизно» (1954), «На Верховині» (1957), «Семафори відкрито» (1962), «На спільному шляху» (1964), «Спалахи й горіння» (1971), «З верха на верх» (1974) та ін. Окремі вірші Волощака перекладено російською та польською мовами. Перекладав твори польських поетів.
Невідомі його твори за 1942-44 рр. — період окупації України німецькими нацистськими військами. Однак з лютого 1945 р. знову вітав окупаційну Червону армію та тісно асоціював себе з новоустановленим комуністичним режимом, називаючи червоноармійців «рідними», а комуністичний прапор — «нашим зоряним стягом» («З підвалу — до сонця!», 24.02.2945). Називав встановлення окупаційного режиму — «визволенням» («Визвольна пісня», 27.10.1945), а радянських партизанів та червоноармійців визнавав як своїх (вірш «Оленка», 1947 р., вірш «Партизанська», 1948). Також називав Росію — «руським старшим братом» та визнавав українців і росіян — одним народом" («Один в нас рід / Одна в нас рідна мати», вірш «На спільному шляху», 1954). І через 18 років знову радів та вітав події «Золотого вересня» («Сімнадцяте вересня», 1957 р.).
У час, коли тривала кривава війна радянських військ з українськими повстанцями, репресії проти місцевих жителів, вивезення його односельчан в Сибір, розкуркулення тощо, возвеличував «геній Сталіна», називаючи його «найбільшим у світі мудрецем-володаром» («Львів молодіє», 24.05.1946, «Визвольна пісня», 27.10.1945), оспівував колгоспну систему («Колгоспна», 1945, «Ланкова», 1947, «Ідуть, ідуть трактори», 1947, «Я знов у Києві», 1947).
Славив комунізм («Комунізму омріяний час») та комуністичну партію («За ці сяйва ясні / За хліба, за пісні / Батьківщині / І партії слава!»; «На Дніпровській греблі», 1947).

Виступав проти родини Шептицьких (найяскравішим її представником був митрополит Андрей Шептицький, символічно, що це прізвище Андрій Волощак пише з малої літери) та схвалював її знищення комуністичним режимом:
Незгасні сяйва

З веж Кремля високих

Спливли на гори,

На сплетіння меж:

Прийшла свобода

В гуркоті гарматнім

З политих кров'ю

Тисячних доріг

З зірок промінням,

З теплим словом братнім,

Як довгожданна гостя 

На поріг.

[...]

Пропали... щезли з гір

Шептицькі, гредлі..

Народ - 

господарем прекрасних гір.» 
Окрім того, послідовно протягом всього життя виступав проти Католицької церкви («Щоб кожне слово, наче меч блискучий, / Тих слуг разило папства й Уолл-стріту, / Які з розбоєм бродять ще по світу», вірш «Моє слово», 1934 р.), християнства («Звільнить народи з рабства, тьми й облуди, / В яку труча їх долар та кадило», вірш «Щоб мир дав крила…», 1956 р.), представляючи священиків-учителів як садистів і кривдників (казка-поема для дітей молодшого шкільного віку «Довбушеві скарби», 1976 р.) і вважаючи за власне найбільше щастя боротьбу проти капіталізму та священиків, яких він називав «зловластям» (вірш «Моє щастя», 1936 р.). Насміхався також із святих для християнства речей ("Піп-учитель в тій хвилині / «Пише» хлопцеві на спині / різкою «письмо святе», казка-поема «Довбушеві скарби»).

Також протягом життя послідовно виступав проти капіталізму. У 1952 році засуджував діяльність США, називаючи їх «дикарями», «бандитами», «вандалами» («Матерям усієї землі», 1952). У цій поезії незрозумілою є сентенція про уоллстрітського комаря, що заражає чумою, яка дивним чином перегукується із російськими пропагандистськими фейками 2021—2022 рр. про «біолабораторії в Україні, які курируються зі США, призначені на вирощення і розповсюдження вірусів, що вражають людей з російськими генами»:
Чи на те теплінь серця саму

Вклали в кров ви дитятку свому,

Щоб заніс уоллстрітський комар

В його кров смертоносну чуму?
Згодом оспівував «зорю Кремля», під якою «так рясно розцвів Львів» («Мій рідний Львів», 1956 р.), а також похваляв репресії, внаслідок яких у Львові була знищена інтелігенція, духовенство УГКЦ та ін.:
Де ділось панство білоруке?

Ченці, монашки та попи?

Де дівся скрип карет по бруку,

Де стук підкованих копит?

Неначе хвиля каламутна,

Все зникло з віч і назавжди.

Рука трудівника, попутно,

Стирає з вулиць їх сліди.
Похований у Львові, на полі № 1 Личаківського кладовища, в частині, виділеній для поховань видатних людей.

## Нагороди

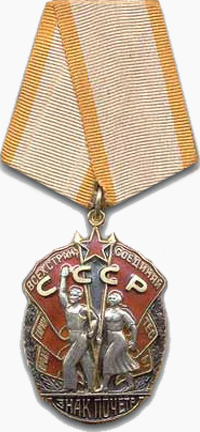
Орден «Знак Пошани», яким нагороджено Андрія Волощака.

- Орден «Знак Пошани», яким нагороджено Андрія Волощака.Орден «Знак Пошани» — державна нагорода СРСР.

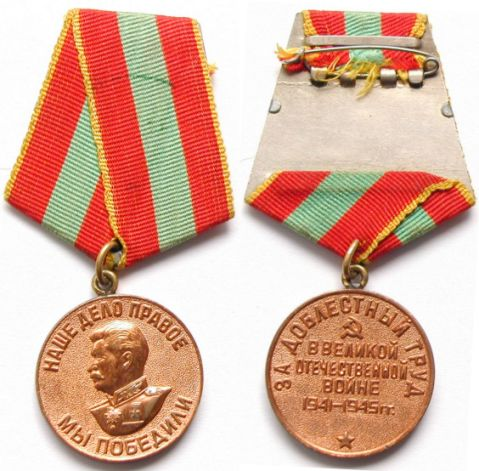
Медаль «За доблесну працю у Великій Вітчизняній війні у 1941—1945 рр.», якою нагороджено Андрія Волощака.

- Медаль «За доблесну працю у Великій Вітчизняній війні у 1941—1945 рр.», якою нагороджено Андрія Волощака.Медаль «За доблесну працю у Великій Вітчизняній війні 1941—1945 рр.» — державна нагорода СРСР. Нею нагороджувалися ті, хто працювали не менше року в період з червня 1941 по травень 1945 рр. і своєю працею допомогли Радянського Союзу виграти Німецько-радянську війну.

## Пам'ять
За особливі заслуги перед Радянським Союзом Андрій Волощак удостоївся згадки в заідеологізованій радянській енциклопедії «Історія міст і сіл Української РСР. Львівська область» у статті про село Мшанець. У жодній іншій статті про довколишні села, що сьогодні входять до Стрілківської громади, не згадується жоден їхній уродженець (окрім уродженки села Стрілки Г. Т. Лінинської, яка була обрана депутатом Народних Зборів Західної України, потім — Верховної Ради УРСР).
У 1979—2024 роках на честь Андрія Волощака була названа вулиця у Львові. 4 липня 2024 року сесією Львівської міської ради прийнято рішення декомунізувати та деколонізувати вулицю Андрія Волощака. 18 липня розпорядженням начальника Львівської обласної військової адміністрації Максима Козицького перейменовано вулицю Андрія Волощака на вулицю Генерала Миколи Арсенича.

### Збірки поезій
- «Поезія в прозі» (1920)
- «У тьмі горю» (1934)
- «Поезії» (1941)
- «Серед блискавиць і громів» (1946)
- «Серцем бачу» (1947)
- «Рідний край» (Л., 1949)
- «Спів Карпат» (1952)
- «Все тобі, Вітчизно» (1954)
- «На Верховині» (1957)
- «Лірика» (1958)
- «Вибране» (К., 1961)
- «За горами, за лісами» (у співавторстві з Георгієм Книшем), (1961)
- «Семафори відкрито» (1962)
- казка-поема «Довбушеві скарби» [Архівовано 9 березня 2022 у Wayback Machine.] (1963, 1976)
- «На спільному шляху» (1964)
- «Спалахи й горіння» (К., 1971)
- «З верха на верх» (К., 1974)
- «Довбушеві скарби: Казка-поема» (Л., 1976)
- Іван-Побиван і великі суниці [Архівовано 9 березня 2022 у Wayback Machine.] (1990)
- «Акварелі та обертони» (2003)
- Альманах «Українська радянська поезія» (1951)

### Прозові твори
- «В погоні за сонцем» (документальна повість, неопублікована)

### Вірші
«Моє слово» (1934 р.).
«Я вірю» (1934 р.).
«Моє щастя» (1936 р.).
«В день визволення» (жовтень, 1939 р.).
«З підвалу — до сонця!» (24.02.1954 р.).
«Визвольна пісня» (28.10.1945 р.).
«Львів молодіє» (24.05.1946 р.).
«Оленка» (1947 р.).
«Стою над Чорним морем» (1954 р.).

## Цікавинки
- Добре володіючи мовою есперанто, Андрій Волощак і його дружина Ізидора, коли між ними доходило до гострої суперечки, переходили на цю мову, щоб ніхто з дітей не розумів, про що йдеться.
- Опанувавши шрифт Брайля для незрячих, Андрій Волощак розробив на його основі українську абетку, яка використовується й досі.
- Жартома у 1930 році передбачив польоти людей у космос і телефони. «Хотів би я вже народитись за яких сто, або двісті літ. Оттоді було б цікаво поглянути, як, або й самому полетіти, як люди птахами літають у воздусі, рибами гуляють в поморських глибинах, ракетами по Всесвітньому просторі мандрують, єлектрикою дітий родять, щоб не мучались, спинками від маншетів радіо й телехвонують».[42]
- На вірші А. Волощака написаний вокальний цикл українського композитора Валентина Бібіка «Акварелі» для голосу і фортепіано (1973).
- У 2008 р. Зоряна Вовканич, наймолодша донька Андрія Волощака, подарувала жителям вулиці, названої на честь її батька, кількадесят примірників останньої збірки поета «Акварелі та обертони».